# Zygothrica sphaerocera
Zygothrica sphaerocera är en tvåvingeart som beskrevs av David Grimaldi 1987. Zygothrica sphaerocera ingår i släktet Zygothrica och familjen daggflugor.
Artens utbredningsområde är Costa Rica. Inga underarter finns listade i Catalogue of Life.